# Stora Grytgölen, Östergötland
Stora Grytgölen är en sjö i Linköpings kommun i Östergötland och ingår i Motala ströms huvudavrinningsområde.